# Law & Order (seizoen 20)
Dit artikel vat het twintigste seizoen van Law & Order samen.

## Hoofdrollen
- Jeremy Sisto - hoofdrechercheur Cyrus Lupo
- Anthony Anderson - rechercheur Kevin Bernard
- S. Epatha Merkerson - inspecteur Anita Van Buren
- Linus Roache - eerste hulpofficier van justitie Michael Cutter
- Alana de la Garza - hulpofficier van justitie Connie Rubirosa
- Sam Waterston - officier van justitie Jack McCoy

## Terugkerende rollen
- Deirdre O'Connell - dr. Valerie Knight
- Leslie Hendrix - dr. Elizabeth Rodgers
- J.K. Simmons - dr. Emil Skoda
- Jenna Stern - rechter Linda Taft
- Peter Francis James - rechter John Laramie

## Afleveringen
| Aflevering | Titel                     | Regisseur          | Schrijver                                       | Uitzenddatum      | Selectie gastrollen |
| --- | ------------------------- | ------------------ | ----------------------------------------------- | ----------------- | --- |
| 1. | Memo from the Dark Side   | Fred Berner        | René Balcer Keith Eisner                        | 25 september 2009 | Ned Eisenberg - James Granick Lisa Joyce - Megan Tanner Jordan Gelber - David Addison Timlin - Hayley Kozlow Monique Fowler - advocaat Strawn Michael Berresse - mr. Gardner                                                   |
| Wanneer een jonge oorlogsveteraan wordt doodgeschoten in een parkeergarage gaan Bernard en Lupo op onderzoek uit. Zij vinden een verband tussen de moord en een hoogleraar in de rechten, die voorheen werkte op het United States Department of Justice onder president Bush. |                           |                    |                                                 |                   | |
| 2. | Just a Girl in the World  | Marisol Torres     | Richard Sweren Christopher Ambrose              | 2 oktober 2009    | Remy Auberjonois - Bill Murphy Peter Scanavino - Jim Anderson Michael Patrick Crane - Colin Burke Chris Mulkey - rechter Robert Maxen                                                                                          |
| Wanneer een misdaadonderzoekster in haar appartement wordt vermoord gaan Bernard en Lupo op onderzoek uit. Zij verdenken op het eerste gezicht haar verloofde, maar als dan een journaliste wordt aangevallen kan de daar aangetroffen DNA verbonden worden aan de moord. Nu verdenken zij het tweede slachtoffer voor de eerste misdaad. De zaak wordt complex als Lupo een seksuele relatie krijgt met de journaliste. |                           |                    |                                                 |                   | |
| 3. | Great Satan               | Michael Dinner     | Ed Zuckerman Luke Schelhaas                     | 9 oktober 2009    | Ben Youcef - Sameer Ahmed Joanna Adler - Barbara Speight John Michael Bolger - Don Sorenson Olivia Birkelund - Darlene Sorenson Michael Kenneth Williams - Charles Cole                                                        |
| Wanneer een opkomende muzikant dood wordt gevonden, gaan Bernard en Lupo op onderzoek uit. Zij komen door een tas met contant geld in een wereld van binnenlandse terroristen, een explosie in een synagoge met materiaal dat door de politie is geleverd en een informant die de hele tijd liegt om uit de problemen te blijven. |                           |                    |                                                 |                   | |
| 4. | Reality Bites             | Constantine Makris | Ed Zuckerman Luke Schelhaas                     | 16 oktober 2009   | Jim Gaffigan - Larry Johnson Cole Escola - Tim Johnson Geneva Carr - accountant van Larry Johnson Marin Hinkle - advocate Novelle Michael Showalter - Artie Kramer Dorothy Lyman - rechter Dorothy Carr                        |
| Wanneer een pleegmoeder van tien behoeftige kinderen wordt vermoord, gaan Bernard en Lupo op onderzoek uit. Zij komen uit bij de man van de moeder. Hij zou deze moord hebben gepleegd omdat zij een meningsverschil hadden over het wel of niet meedoen aan een realityserie over hun bestaan. De daaropvolgende rechtszaak dreigt uit te lopen op een mediacircus. |                           |                    |                                                 |                   | |
| 5. | Dignity                   | Jim McKay          | Richard Sweren Julie Martin                     | 23 oktober 2009   | Richard Thomas - Roger Jenkins Bill Sage - Kevin Morton Colleen Werthmann - mrs. Grogan Christina Kirk - Jennice Morrow Katie Kreisler - Jill Casey                                                                            |
| Wanneer een dokter, die abortussen in een laat stadium uitvoert, in een kerk wordt vermoord, gaan Bernard en Lupo op onderzoek uit. Deze zaak leidt tot een emotionele rechtszaak met een pro-life-advocaat en er ontstaat een felle discussie tussen Cutter en Rubirosa over deze kwestie. |                           |                    |                                                 |                   | |
| 6. | Human Flesh Search Engine | Darnell Martin     | Ed Zuckerman Matthew McGough                    | 30 oktober 2009   | Carolyn McCormick - dr. Elizabeth Olivet Rob Corddry - Jim Leary Ben Shenkman - Nick Margolis Ernie Hudson - Frank Gibson Christopher McCann - rechter Colin Gerard                                                            |
| Wanneer de eigenaar van een modebedrijf wordt vermoord, gaan Bernard en Lupo op onderzoek uit. Hun onderzoek leidt hen naar een bedreigende website. Cutter wil nu degene vervolgen die verantwoordelijk is voor deze website. Door deze website pleegde een vrouw met waanideeën de moord. |                           |                    |                                                 |                   | |
| 7. | Boy Gone Astray           | Rose Troche        | René Balcer Keith Eisner                        | 6 november 2009   | Jonathan Cake - Marcus Woll Mario Revolori - Rafa Alvarez Manny Perez - Ricardo Alvarez Elizabeth Rodriguez - Isabel Alvarez Ernie Hudson - Frank Gibson Peter McRobbie - rechter Walter Bradley                               |
| Wanneer een jonge vrouw in haar appartement wordt vermoord, gaan Bernard en Lupo op onderzoek uit. Door een opname met een bewakingscamera wordt er een verband getoond tussen de moord en een drugskartel. Cutter moet het nu opnemen in de rechtbank tegen twee tieners die getraind zijn als huurmoordenaar voor een Mexicaans drugskartel. |                           |                    |                                                 |                   | |
| 8. | Doped                     | Mario Van Peebles  | Richard Sweren Christopher Ambrose              | 6 november 2009   | Chris Bowers - Matt Sawyer Brennan Brown - advocaat Hoyt Stephen Bogardus - Austin Christina Rouner - advocate Sanders |
| Een auto-ongeluk met alcohol en dodelijke slachtoffers lijkt een tragisch ongeluk, totdat Bernard en Lupo ontdekken dat de chauffeuse een boekje open wilde gaan doen over haar baan bij een farmaceutisch bedrijf. |                           |                    |                                                 |                   | |
| 9. | For the Defense           | William Klayer     | Ed Zuckerman Luke Schelhaas                     | 13 november 2009  | Jonathan Cake - Marcus Woll Betty Gilpin - Paige Regan Casey Siemaszko - Bart Rainey Kate Burton - Erica Gardner Ty Jones - Alvin 'Mad Dog' Jackson                                                                            |
| Wanneer een hoofdgetuige in een moordzaak buiten haar hotelkamer wordt vermoord, gaan Bernard en Lupo op onderzoek uit. Zij denken dat Marcus Woll, een voormalig officier van justitie en nu advocaat, betrokken is bij een serie moorden op getuigen. Rubirosa was zonder het zelf te weten een medesamenzweerster in een van zijn zaken. |                           |                    |                                                 |                   | |
| 10. | Shotgun                   | Roger Young        | Richard Sweren Julie Martin                     | 20 november 2009  | Elliott Gould - Stan Harkavy Armando Riesco - Gregory Cardenas John McMartin - Julian Hayworth Jason Jones - Len Pewls Scott Bryce - Otto Bradshaw David Garrison - rechter Richard Billings                                   |
| Wanneer drie gewapende mannen een kleine zaak willen overvallen in het Spaanse gedeelte van Harlem schiet de eigenaar hen neer. Wanneer Bernard en Lupo op onderzoek uitgaan, merken ze dat de eigenaar door zijn buurt als een held behandeld wordt. Hun onderzoek wijst echter uit dat er gaten in zijn verklaring zitten en het lijkt erop dat de schietpartij niet uit zelfverdediging is gepleegd. |                           |                    |                                                 |                   | |
| 11. | Fed                       | Alex Chapple       | René Balcer Keith Eisner                        | 11 december 2009  | Benjamin Bratt - rechercheur Rey Curtis Sam Robards - Davis Webb Danai Gurira - Courtney Owens Boris McGiver - Jerry Gans Ernie Hudson - Frank Gibson                                                                          |
| Een man die werkte als stemregistratuur wordt dood gevonden met het woord FED op zijn borst geschreven. Wanneer Bernard en Lupo op onderzoek uitgaan, denken zij eerst dat de verdachte zich ophoudt in een antipolitieke beweging, maar de zaak wordt gecompliceerd als zij erachter komen dat het slachtoffer in het geheim belastende informatie vergaarde over de organisatie waarvoor hij werkte. Van Buren krijgt een droevig bericht van haar vroegere rechercheur Rey Curtis. Zijn vrouw is uiteindelijk gestorven aan haar multiple sclerose.              |                           |                    |                                                 |                   | |
| 12. | Blackmail                 | Marc Levin         | Ed Zuckerman Matthew McGough                    | 15 januari 2010   | Raúl Esparza - Dennis Di Palma Jason Kravits - advocaat Baron Samantha Bee - Vanessa Carville Alexandra Silber - Sara Bradley Joanne Baron - rechter Danielle Payne                                                            |
| Wanneer journaliste Megan Kerr in haar appartement dood wordt gevonden, gaan Bernard en Lupo op onderzoek uit. Zij ontdekken dat het slachtoffer een relatie had met praatprogrammapresentator Vanessa Carville. In een confrontatiegesprek met McCoy biecht Carville op dat zij verschillende affaires heeft gehad met andere vrouwelijke collega's en dat zij hiervoor gechanteerd werd. Dit maakt haar en haar collega's verdacht voor de rechercheurs. |                           |                    |                                                 |                   | |
| 13. | Steel-Eyed Death          | Michael Pressman   | Richard Sweren Christopher Ambrose Julie Martin | 1 maart 2010      | Rebecca Creskoff - Veronica Masters Emily Meade - Bonnie Jones / Amanda Evans Kevin Geer - mr. Evans Kevin O'Rourke - advocaat van Amanda Evans Karen Young - mrs. Sachs Fred Melamed - rechter Bertram Hill                   |
| Wanneer een gezin van vier personen vermoord in hun huis wordt gevonden, gaan Bernard en Lupo op onderzoek uit. Het onderzoek leidt hen naar een horrorcorecultuur, een verdachte die verklaart dat hij aan geheugenverlies lijdt en een verdachte die verklaart dat hij lijdt aan posttraumatische stressstoornis. Ondertussen biecht Lupo op dat hij een drankprobleem heeft sinds hij een afschuwelijke misdaad heeft gezien. |                           |                    |                                                 |                   | |
| 14. | Boy on Fire               | Rose Troche        | Ed Zuckerman Matthew McGough                    | 1 maart 2010      | Debra Winger - schooldirectrice Woodside Aaron Grady Shaw - Moses Dolan Shamika Cotton - mrs. Dolan Melvin Mogoli - Abel Dolan Selenis Leyva - Rona Henderson David Aaron Baker - Jake Nemeth                                  |
| Wanneer een leerling levend wordt verbrand, gaan Bernard en Lupo op onderzoek uit. De rechercheurs krijgen een videoband in handen waarop te zien is hoe het slachtoffer in elkaar wordt geslagen en in brand wordt gestoken. Hierdoor kunnen zij twee medeleerlingen voor de moord oppakken, en de rechercheurs hebben sterke vermoedens dat de schooldirectrice van de school er ook iets mee te maken heeft. De rechercheurs denken dat zij de verdachten valse alibi's verschaft.                                                                               |                           |                    |                                                 |                   | |
| 15. | Brilliant Disguise        | Alex Chapple       | René Balcer Keith Eisner                        | 8 maart 2010      | Daniel Eric Gold - Alex Conway Adam Driver - Robby Vickery Timothy Busfield - Ray Backlund Jess Weixler - Carrie Newton Gregory Jbara - Oscar Newton Wayne Duvall - rechter Norman Barclay                                     |
| Wanneer Justine Stebbins in haar hotelkamer vermoord wordt gevonden, gaan Bernard en Lupo op onderzoek uit. Het bewijs leidt hen naar een student geneeskunde, Robbie Vickery. Na verder onderzoek krijgen zij nog een verdachte, medestudent Alex Conway, in het vizier. Een sluwe advocaat, Ray Backlund, wordt er ook bij betrokken. De rechercheurs beseffen dan dat er meer dan indirect bewijs nodig is om de moordenaar voor levenslang achter de tralies te krijgen.                                                                                        |                           |                    |                                                 |                   | |
| 16. | Innocence                 | Fred Berner        | Richard Sweren Julie Martin                     | 15 maart 2010     | Cheyenne Jackson - Jon Sorrentino Anna Chlumsky - Lisa Klein Amy Madigan - Emily Ryan Ernie Hudson - Frank Gibson David Wilson Barnes - advocaat Gilman Zach Grenier - rechter Cormac Braden                                   |
| Een man wordt veroordeeld voor de moord op een homoseksuele man als een haatmisdrijf. Emily Ryan en Lisa Klein van de stichting The Innocence Collective vinden dat hij te snel is veroordeeld en willen bewijzen dat hij onschuldig is. Dit lukt hen en hij is weer vrij man. Cutter ontdekt later dat zijn oude professor en mentor Ryan en haar assistente Klein te ver zijn gegaan met het krijgen van bewijs in het voordeel van de veroordeelde. Tijdens deze zaak staat de carrière van Cutter op het spel.                                                  |                           |                    |                                                 |                   | |
| 17. | Four Cops Shot            | Jim McKay          | Ed Zuckerman Luke Schelhaas Matthew McGough     | 22 maart 2010     | Adriane Lenox - Dolores Martin Margaret Colin - Mary Markson Julito McCullum - Calvin Stokes Michael Potts - advocaat van Calvin Stokes Matt Servitto - Horvath Stephen Rowe - rechter Edgar Warren                            |
| Wanneer bij een schietpartij in een pizzeria vier politiemensen worden doodgeschoten, gaan Bernard en Lupo op onderzoek uit. Ondanks een ruimte vol getuigen, krijgen zij maar een summiere beschrijving van de dader. De zaak wordt nog verwarrender als blijkt dat de slachtoffers de schutter kenden. Dan leidt het onderzoek hen al snel naar een drugskartel, een jaloerse man en een berouwvolle rechter die allemaal met elkaar in verbinding staan. De druk op het openbaar ministerie en het politiekorps stijgt om de zaak op te lossen.                  |                           |                    |                                                 |                   | |
| 18. | Brazil                    | Jean de Segonzac   | René Balcer Keith Eisner                        | 29 maart 2010     | Tony Hale - Phillip Shoemaker Michael Tucker - Nelson Lehman Julie Boyd - Sharon Lehman Michele Pawk - advocate Marks Stephen Henderson - rechter Marc Kramer                                                                  |
| Wanneer milieuwetenschapper dr. Oscar Silva tijdens een conferentie door vergiftiging overlijdt gaan Bernard en Lupo op onderzoek uit. Eerst vermoeden zij dat de moord is gepleegd uit chantage of wraak van tegenstanders van zijn werk. Dan ontdekken zij dat Silva verwikkeld was in een felle voogdijzaak met de ex-man van zijn vrouw, Phillip Shoemaker. Hierna richten zij hun onderzoek op de familie van het slachtoffer. Ondertussen wordt de zaak persoonlijk voor Cutter wanneer de scheidingszaak van zijn ouders vervelende herinneringen oproept.   |                           |                    |                                                 |                   | |
| 19. | Crashers                  | Darnell Martin     | Richard Sweren Christopher Ambrose Julie Martin | 3 mei 2010        | Tony Roberts - senator Bryce Peterson Kathy Baker - Camille Peterson Lily Rabe - Andrea Wheaton John Ventimiglia - advocaat Dibbens Ernie Hudson - Frank Gibson Lee Wilkof - rechter Jack Margel                               |
| Wanneer in een steeg het verbrande lichaam van een jong model wordt gevonden, gaan Bernard en Lupo op onderzoek uit. Zonder getuigen moeten zij de laatste stappen van het slachtoffer nagaan. Al snel ontdekken zij dat ze regelmatig verscheen op politieke bijeenkomsten van senator Bryce Petersen en zijn vrouw Camille. Snel komen de rechercheurs erachter dat zij een web van geheimen en intriges moeten ontrafelen om achter de waarheid rond de dood van het slachtoffer te komen.                                                                       |                           |                    |                                                 |                   | |
| 20. | The Taxman Cometh         | Fred Berner        | Ed Zuckerman William N. Fordes                  | 10 mei 2010       | Robin Weigert - Catherine Douglas Damian Young - Bruce Graham Christopher Evan Welch - Randy Colwyn Jessica Stone - advocate van Randy Colwyn Welker White - rechter familierechtbank Kathleen Garrett - rechter Susan Moretti |
| Wanneer een jonge, rijke kankerpatiënte komt te overlijden aan ogenschijnlijk een drugsoverdosis gaan Bernard en Lupo op onderzoek uit. Zij verdenken haar neef. Het blijft echter niet bij een familiezaak wanneer ook een experimentele kankerkliniek, frauduleuze adopties en ongeboren kinderen bij de zaak betrokken raken. |                           |                    |                                                 |                   | |
| 21. | Immortal                  | Jim McKay          | Richard Sweren Julie Martin                     | 17 mei 2010       | Doug E. Doug - Michael Reed Adella Gautier - Dora Reed Seth Gilliam - advocaat van Michael Reed David Costabile - Glen Dolan Jacinto Taras Riddick - Joseph Hernandez                                                          |
| Wanneer een man bij aankomst in het ziekenhuis aan zijn steekwonden overlijdt, gaan Bernard en Lupo op onderzoek uit. Het onderzoek leidt hen naar een bioresearchbedrijf dat ten behoeve van medisch onderzoek de lichaamscellen van een vijftig jaar eerder overleden Afro-Amerikaan heeft gebruikt, en het bedrijf heeft de nabestaanden hiervoor nooit gecompenseerd. |                           |                    |                                                 |                   | |
| 22. | Love Eternal              | William Klayer     | Ed Zuckerman                                    | 17 mei 2010       | Anna Gunn - Marielle Di Napoli Katy Selverstone - advocate van Marielle Di Napoli Reg Rogers - Joshua Felner Ernie Hudson - Frank Gibson Michael Cullen - rechter Connor Yorith                                                |
| Wanneer de crew van een tv-programma in een hondenhok het lichaam van een dode man vindt, gaan Bernard en Lupo op onderzoek uit. Zij verdenken de lastige en wispelturige vrouw van het slachtoffer, maar al snel komen zij erachter dat het slachtoffer zich teruggetrokken had uit een samenzwering met andere echtgenoten om tot hun scheiding hun bezittingen voor hun vrouw te verstoppen. |                           |                    |                                                 |                   | |
| 23. | Rubber Room               | René Balcer        | René Balcer                                     | 24 mei 2010       | Joe Forbrich - rechercheur Joe Cormack Angela Goethals - Maura Scott Paul Schulze - mr. Kralik Ernie Hudson - Frank Gibson James Biberi - hoofd recherche Laird John Speredakos - Schlicter                                    |
| Wanneer Van Buren een internetboodschap ontdekt van een leerling die een school dreigt op te blazen, openen Bernard en Lupo de jacht op hem. Zij ontdekken echter dat ze moeten uitkijken naar een ontevreden leraar in plaats van een leerling. Het ministerie van onderwijs weigert het dreigement serieus te nemen en dit belemmert hun onderzoek. Gelukkig geeft een secretaresse van het ministerie een tip aan de rechercheurs die hen in de juiste richting stuurt. Ondertussen krijgt Van Buren goed nieuws: zij wordt kankervrij verklaard door haar arts. |                           |                    |                                                 |                   | |